# اقتصاد باراغواي
تملك باراغواي اقصادًا حرًا يعتمد بدرجة كبيرة على المنتجات الزراعية. وفي السنوات الأخيرة، نما اقتصاد باراغواي نتيجة لزيادة الصادرات الزراعية، بالأخص فول الصويا، إذ تمتاز باراغواي بمزايا اقتصادية كالشباب والطاقة الكهرومائية الهائلة، لكن لديها موارد معدنية قليلة. ترحب الحكومة بالاستثمار الأجنبي، وأدى عدم الاستقرار السياسي إلى تقويض بعض المزايا الاقتصادية الحالية.
تمثل الزراعة 30% من الناتج المحلي الإجمالي. ووفقًا للأرقام الرسمية، 1% من الملاك يملكون 77% من الأراضي.

## لمحة عامة
تعتبر باراغواي دولة متوسطة الدخل، تغيرت سريعًا في السبعينيات والثمانينيات من القرن الماضي نتيجة تنمية الطاقة الكهرومائية والاستعمار الزراعي والبناء وصادرات المحاصيل. ومع ذلك، بلغ الناتج المحلي الإجمالي للبلاد في عام 1986 نحو 3.4 مليار دولار أمريكي، أو ما يقرب من 1000 دولار أمريكي للفرد، لتشغل باراغواي مركزًا متقدمًا على بوليفيا فقط، من بين البلدان الناطقة بالإسبانية في أمريكا الجنوبية. كانت باراغواي أكبر اقتصاد زراعي في أمريكا الجنوبية، وأثر هذا القطاع فعليًا على أداء القطاعات الاقتصادية الأخرى. إذ أدى الإفراط في الاعتماد على الاقتصاد الزراعي والأوعية الضريبية المنخفضة إلى تدهور توزيع الثروة. زاد الفقر المدقع من 16% إلى 20% خلال الفترة من 2001 إلى 2012، حتى مع نمو الاقتصاد. وبحلول عام 2013، بلغ مؤشر التنمية البشرية 0.669، أي أقل من بوليفيا.
توقفت المعجزة الاقتصادية لباراغواي في السبعينيات في عام 1982 بسبب اكتمال البناء في سد إيتايبو، وانخفاض أسعار السلع الأساسية للقطن وفول الصويا والركود العالمي. انتعش الاقتصاد في عامي 1984 و 1985، وتباطأ في عام 1986، واستمر في النمو في عامي 1987 و 1988. على الرغم من النمو السريع، أصبح اقتصاد باراغواي يعتمد بشكل متزايد على فول الصويا والقطن في الصادرات والديناميكية الاقتصادية الكلية. ومع ذلك، ظل هذان المحصولان عرضة لتقلبات الأسعار الخارجية والظروف الجوية المحلية، وتباين كلاهما كثيرًا.
ازدهر الاقتصاد في فترة ما بعد الحرب العالمية الثانية أثناء الاستقرار السياسي المصحوب بالحكم الاستبدادي والمحسوبية. تغيرت السياسات الاقتصادية للحكومة قليلاً من عام 1954 حتى أواخر الثمانينيات، إذ كانت دائمًا تؤيد اقتصادًا قويًا للمؤسسات الخاصة، مع دور كبير للاستثمار الأجنبي. وعلى عكس معظم اقتصادات أمريكا اللاتينية، كانت التعريفات الجمركية على الواردات في باراغواي منخفضة عمومًا، والعجز المالي يمكن التحكم فيه، وأسعار الصرف غير مبالغ فيها. تعثرت هذه السياسات في الثمانينيات من القرن الماضي، عندما لعبت الحكومة دورًا أكثر نشاطًا في الصناعة، وزاد العجز، وزادت وانخفضت العملة الوطنية عدة مرات بعيدًا عن قيمتها الفعلية. وطوال فترة ما بعد الحرب العالمية الثانية، لم يكن لدى باراغواي ضريبة دخل شخصي، وكانت الإيرادات الحكومية كنسبة مئوية من الناتج المحلي الإجمالي من بين أدنى النسب في العالم.
ساد الحرب نمو اقتصادي مقبول، ورغم ذلك، لم يكن توزيع المنافع الاقتصادية عادلًا بدرجة كبيرة. وعلى الرغم من أن الناتج المحلي الإجمالي توسع بسرعة في سبعينيات القرن الماضي، قدر معظم الاقتصاديين أن توزيع الدخل ازداد سوءًا خلال العقد. كان الإنفاق الحكومي على الخدمات الاجتماعية غير موجود. كان الفقر في باراغواي في الغالب ظاهرة ريفية، تنطوي بشكل متزايد على التنافس على الأراضي في المنطقة الشرقية بالقرب من الحدود البرازيلية، وخاصة في الإدارات (التقسيمات الإدارية) في ألتو بارانا، كانينديتش، وكاجوازو. ومع ذلك، لم تكن حيازة الأراضي مشكلة اجتماعية حادة كما في العديد من البلدان النامية.
واجهت باراغواي عقبات كبيرة أمام التنمية الاقتصادية في المستقبل، لكنها أظهرت إمكانات غير عادية. لم يكن فيها نفط كافٍ أو معادن نفيسة أو سواحل بحرية، لكها تمتعت بالاكتفاء الذاتي في العديد من المجالات، وكانت تتمتع بأراض خصبة وغابات كثيفة وأنهار جارية. وكان من المتوقع أن تؤدي عملية فتح المنطقة الحدودية الشرقية للنشاط الاقتصادي والتوسع الزراعي المستمر إلى حدوث تغييرات سريعة في باراغواي التي كانت معزولة ذات يوم. وبالمثل، ربط تطوير سلسلة من محطات الطاقة الكهرومائية، على طول نهر بارانا، باراغواي بجيرانها، ووفر لها الوصول إلى مقومات وموارد الطاقة وزيادة الصادرات، وهو ما كانت في أمس الحاجة إليه. وأخيرًا، ربطت الطرق المشيدة بين مختلف أجزاء باراغواي ووفر للبلد وصوله الأول إلى المحيط الأطلسي عبر البرازيل. سمحت هذه العمليات لتطوير البنية التحتية والتوسع في الطاقة الكهرومائية والعولمة الزراعية وازدهار المحاصيل النقدية لباراغواي في أواخر الثمانينيات بالبدء في الاستفادة من إمكاناتها.
احتلت باراغواي المرتبة 98 في مؤشر الابتكار العالمي عام 2023.